# Paweł Szałamacha
Paweł Włodzimierz Szałamacha, né le 24 janvier 1969 à Gorzów Wielkopolski, est un journaliste et homme politique polonais.
Il est ministre des Finances entre 2015 et 2016.

## Biographie

### Formation et vie professionnelle
Après une scolarité secondaire au lycée Karol Marcinkowski de Poznań, il accomplit ses études supérieures de droit à l'université Adam-Mickiewicz de Poznań, puis au Collège d'Europe à Bruges en 1993.
Il est l'un des fondateurs en 2005 du think tank conservateur Institut Sobieski (pl) (affilié au Stockholm Network) qu'il a présidé jusqu'à son entrée au Parlement en 2011. Il publie des articles dans diverses publications, notamment Międzynarodowy Przegląd Polityczny (dont il siège au comité de rédaction), Rzeczpospolita, Gazeta Polska, Nasz Dziennik, Dziennik-Gazeta Prawna, etc.
Il est l'auteur du livre IV Rzeczpospolita – pierwsza odsłona paru en 2009  (ISBN 978-83-7506-363-9).

### Engagement politique
Ayant appartenu à l'Union de la politique réelle (UPR), un parti libéral. En décembre 2005, il est nommé sous-secrétaire d'État du ministère du Trésor d'État. Promu secrétaire d'État le mois suivant, il occupe cette responsabilité jusqu'en novembre 2007. Il intègre en 2010 le Conseil national de développement (NRR) mis en place par le président de la République Lech Kaczyński.
Pour les élections législatives du 9 octobre 2011, il se présente sur la liste de Droit et justice(PiS), dont il n'est pas membre, dans la circonscription de Piła. Avec 12 009 voix préférentielles, il est le mieux élu des deux députés obtenus par PiS. Il se représente lors des législatives du 25 octobre 2015 mais postule dans la circonscription voisine de Poznań. Droit et justice remporte trois mandats mais avec 7 272 votes de préférence, il ne se situe qu'à la quatrième place parmi les candidats.
En dépit de cet échec, le 16 novembre suivant Paweł Szałamacha est nommé à 46 ans ministre des Finances dans le gouvernement de coalition de droite de la présidente du Conseil des ministres conservatrice Beata Szydło. Après moins d'un an en fonction, il est relevé de ses responsabilités le 28 septembre 2016 au profit du ministre du Développement Mateusz Morawiecki.

## Décorations
Il a notamment été décoré de l'Ordre de l'Étoile de la solidarité italienne.